# Nonan
Nonan (nonane) là một hydrocarbon thuộc nhóm ankan có công thức C9H20.
Nonan có tất cả 35 đồng phân.